# 1073 Gellivara
1073 Gellivara è un asteroide della fascia principale del diametro medio di circa 35,73 km. Scoperto nel 1923, presenta un'orbita caratterizzata da un semiasse maggiore pari a 3,1785555 UA e da un'eccentricità di 0,1967764, inclinata di 1,60897° rispetto all'eclittica.
Il suo nome è un omaggio alla cittadina di Gällivare, in Svezia, dove il 29 giugno 1927 si verificò un'eclissi totale di Sole.